# Ram Rampage
A Ram Rampage é uma picape monobloco produzida pela Stellantis no Brasil e comercializada através da marca americana Ram. Lançada em junho de 2023, é o primeiro veículo da marca Ram a ser produzido no Brasil. Ela é construída na plataforma global Small Wide, compartilhada com o Jeep Compass, Jeep Commander e Fiat Toro.
De acordo com a Ram, o nome 'Rampage' é retirado da palavra inglesa, que significa "agitação, barulho, alvoroço, fúria". O nome também foi reutilizado da picape leve Dodge Rampage dos anos 1980.

## Visão geral
A Rampage é construída na plataforma global Small Wide compartilhada com o Jeep Compass, Jeep Commander e Fiat Toro. É o maior modelo que utiliza a plataforma e recebeu 60% dos novos componentes somente na plataforma, além da carroceria. A Ram afirmou que 86% dos aços de alta e ultra resistência são usados na Rampage. Muitos componentes são compartilhados com o Jeep Compass e o Commander, como os painéis das portas dianteiras, para-brisa e peças e acabamentos internos. A distância entre-eixos é 4 mm maior que o da Fiat Toro devido a ajustes feitos na suspensão.
A caçamba tem 1.450 mm de comprimento (2.100 mm com a porta traseira aberta) e 1.055 mm de largura, com volume de 980 litros. Para o modelo a gasolina, a capacidade é de 750 kg, enquanto para o modelo a diesel é avaliada em 1.015 kg.
A produção da Rampage começou oficialmente no dia 6 de junho de 2023 por meio de uma cerimônia na fábrica de Goiana (PE) de propriedade da Stellantis. A cerimônia contou com a presença do presidente do Brasil, Luiz Inácio Lula da Silva. A Stellantis investiu R$ 1,3 bilhão para desenvolver o novo veículo, envolvendo mais de 800 engenheiros e técnicos acumulando 1,2 milhão de horas de trabalho. Começou a ser vendida no Brasil em 20 de junho de 2023, com entregas a partir de agosto.

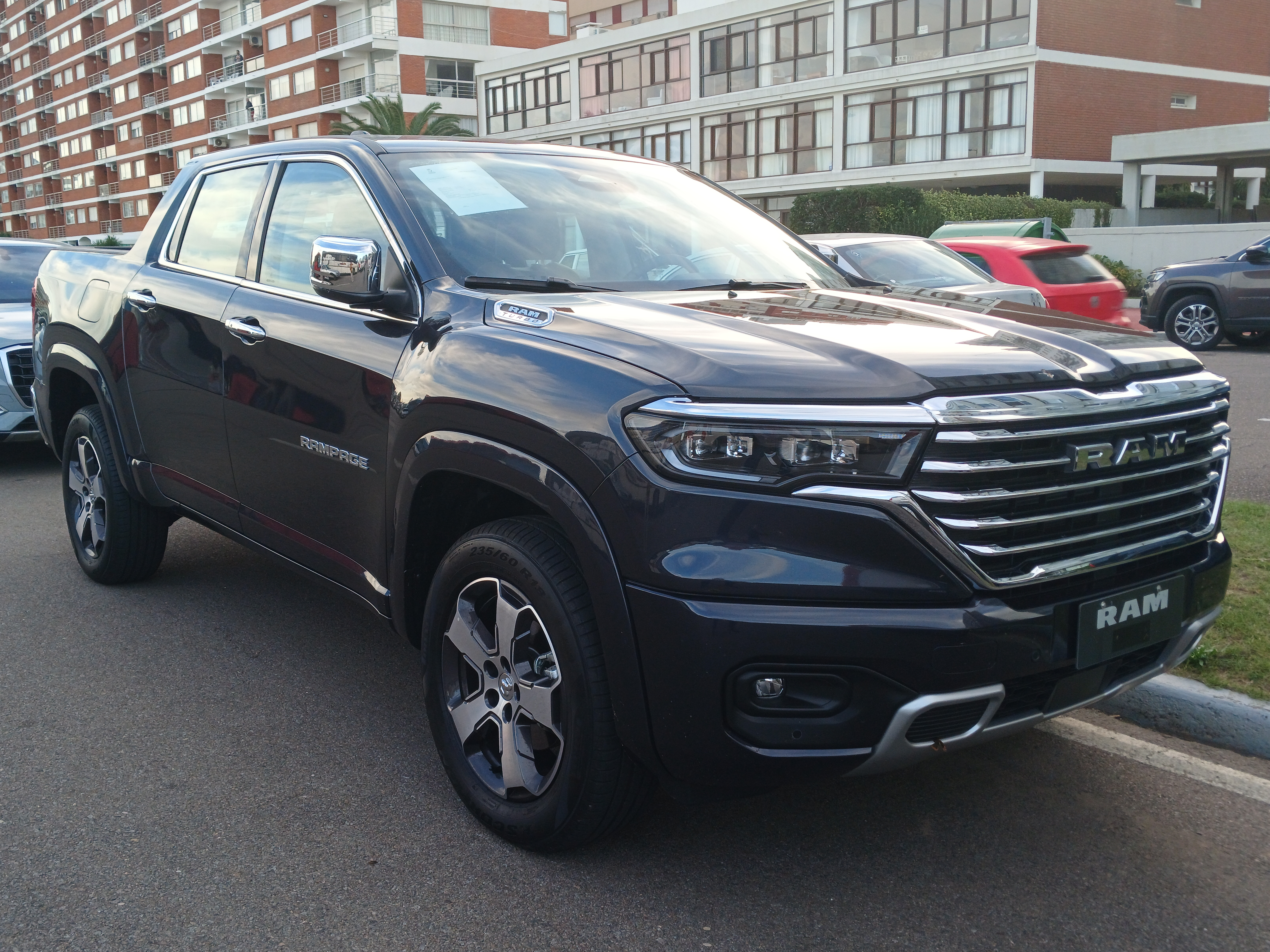
Ram Rampage Laramie
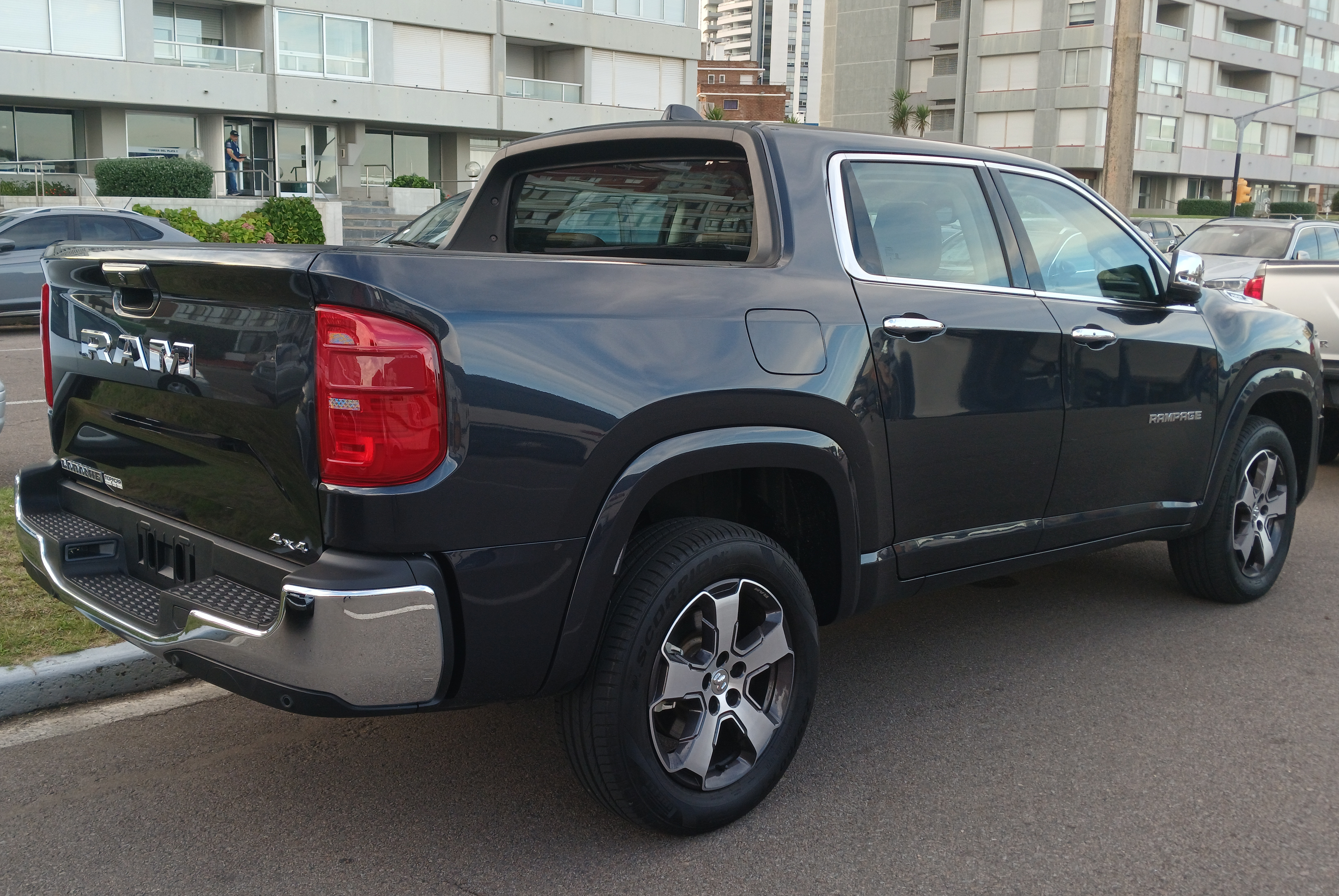
Vista traseira

## Acabamentos
No Brasil, os acabamentos oferecidos são Rebel, Laramie e R/T. Cada modelo tem um estilo exterior diferente e algumas mudanças mecânicas para atrair diferentes tipos de clientes.
Todos os acabamentos, independentemente da escolha do motor, são equipados com tração integral automática com uma configuração baixa, juntamente com uma transmissão de 9 velocidades de origem ZF.
O turbo a gasolina de 2,0 litros está disponível para todos os acabamentos. Comercializado como Hurricane 4, possui injeção direta e turbo de fluxo duplo, que produz 272 cv e 40,8 kg⋅m (400 N⋅m) de torque. Este motor é importado da Itália e tem sido usado pelo Jeep Wrangler. A Ram reivindica uma figura de 0-100 km/h de 6,9 segundos e uma velocidade máxima de 220 km/h.
Para as versões Rebel e Laramie, o motor 2.0 turbodiesel mais barato do Jeep Compass, Jeep Commander e Fiat Toro está disponível como opcional. É avaliado em 170 cv e 38,7 kg⋅m (380 N⋅m) de torque.